# Jamesonia ascendens
Jamesonia ascendens là một loài dương xỉ trong họ Pteridaceae. Loài này được A.R. Sm. & M. Kessler Christenh. mô tả khoa học đầu tiên năm 2011.